# Alakurtti

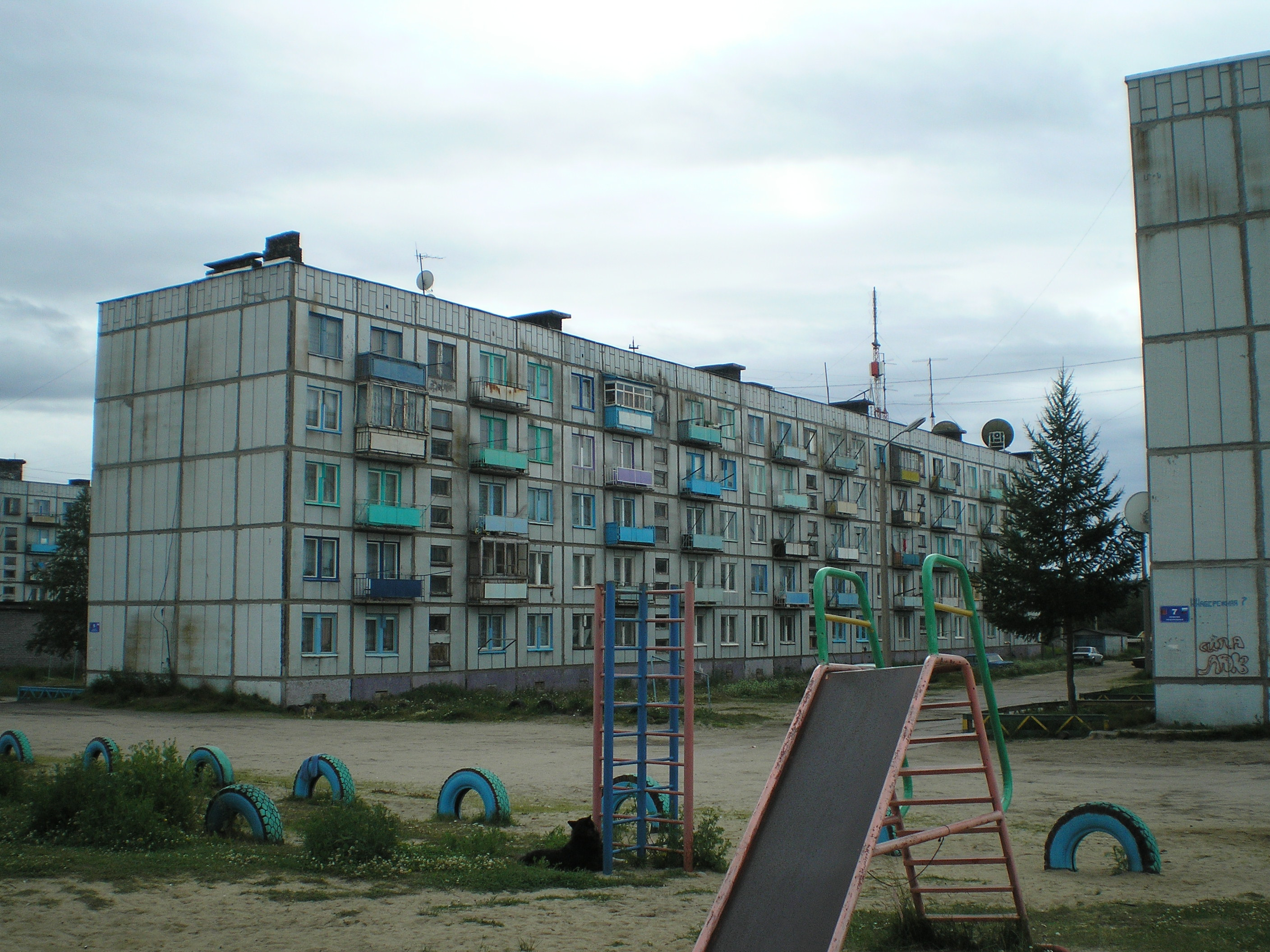
Bostadsområde i Alakurtti.

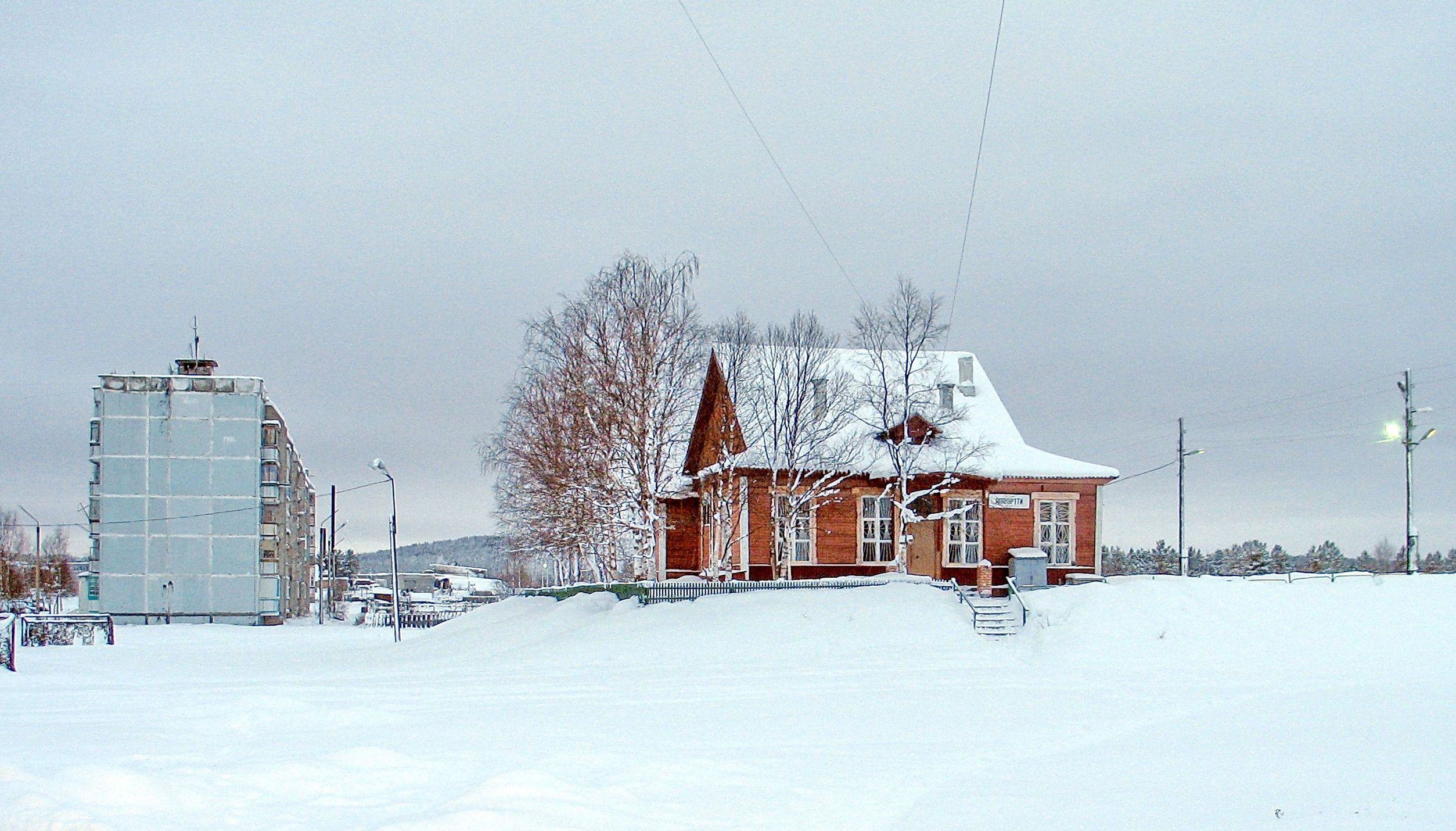
Busstationen i Alakurtti.

Alakurtti (ryska: Алакуртти, finska: Alakurtti) är en ort i Murmansk oblast i Ryssland. Fram till 1940 var Alakurtti en del av finska Lappland, och orten ligger cirka femtio kilometer från nuvarande gräns mellan Finland och Ryssland.

## Militär verksamhet
Under det kalla kriget fanns i Alakurtti en stridsvagnsdivision med lägre beredskap, men 2009 lämnade militären basen. Sedan 2014 pågår dock en omfattande återetablering, och den Norra flottan har sedan januari 2015 trupper baserade i Alakurtti.